# روز جهانی معلم
روز جهانی معلم یک رویداد سالانه است که در ۵ اکتبر، برگزار می‌شود. این روز توسط یونسکو نامگذاری شده است.

## روز معلم

### در ایران
قبل از انقلاب روز معلم در ۱۲ اردیبهشت بود و مناسبت آن، کشته شدن یکی از معلمان به نام ابوالحسن خانعلی در روز ۱۲ اردیبهشت سال ۱۳۴۰ در تجمع اعتراض‌آمیز معلمان در میدان بهارستان بود.